# La Serna del Monte
La Serna del Monte è un comune spagnolo di 114 abitanti situato nella comunità autonoma di Madrid.

## Storia

### Simboli
Lo stemma di La Serna del Monte è stato approvato ufficialmente, insieme alla bandiera municipale, il 20 maggio 1993.
(Boletín Oficial del Estado nº 142 del 15 giugno 1991)